# Tapai (gastronomia)
Il tapai (o tapay), anche conosciuto come tape o peuyeum, è una pasta agrodolce a base di riso fermentato dell'est e del sud-est asiatico.

## Caratteristiche
Tale alimento può essere consumato singolarmente, assieme ad altri ingredienti, fra cui verdure ricche di carboidrati come la manioca e il riso bianco o glutinoso, e può fungere da ingrediente principale per vari alimenti, fra cui bevande alcoliche.

## Preparazione
Il tapai si ottiene inoculando del riso fermentato o delle verdure ricche di carboidrati con dei microrganismi all'interno di una coltura di avviamento (che prende nomi diversi a seconda della località geografica). Quindi si ottiene un impasto mescolando fra loro vari ingredienti anche reperibili in natura, ovvero farina di riso con spezie macinate (tra cui aglio, pepe, peperoncino e cannella), zucchero di canna o latte di cocco, estratto di zenzero o zenzero a fette e acqua. L'impasto viene quindi modellato in dischi di circa tre cm di diametro e un cm di altezza e lasciato riposare per 2/3 giorni in vassoi ricoperti di foglie di banana. Successivamente, gli impasti vengono seccati e serviti. Il processo di fermentazione a cui è sottoposto il riso è determinato da vari tipi di muffe fra cui Aspergillus oryzae, Rhizopus oryzae, Amylomyces rouxii e mucor, lieviti come Saccharomyces cerevisiae, Saccharomycopsis fibuliger ed Endomycopsis burtonii e batteri.